# Slowaaks voetbalelftal in 2009
Het Slowaaks voetbalelftal speelde twaalf interlands in het jaar 2009, waaronder zes duels in de kwalificatiereeks voor het WK voetbal 2010 in Zuid-Afrika. De selectie stond onder leiding van bondscoach Vladimír Weiss, die zijn selectie voor het eerst in de geschiedenis naar een eindronde wist te loodsen. Op de in 1993 geïntroduceerde FIFA-wereldranglijst steeg Slowakije in 2009 van de 44ste (januari 2009) naar de 33ste plaats (december 2009).

## Balans
| Wedstrijden | Wedstrijden | Wedstrijden | Wedstrijden | Doelpunten | Doelpunten | Doelpunten | Punten |
| Gespeeld    | Winst       | Gelijk      | Verlies     | Voor       | Tegen      | Saldo      | Punten |
| ----------- | ----------- | ----------- | ----------- | ---------- | ---------- | ---------- | ------ |
| 12          | 5           | 2           | 5           | 21         | 18         | +3         | 1.000  |

## Interlands
|                                                                  |                                    |       |                                                                   |                                                                                          |
| 10 februari Vriendschappelijk № 179 «onderlinge duels» 18:00 uur | Slowakije                          | 2 – 3 | Oekraïne                                                          | Tsirion Athletic Center, Limassol Toeschouwers: 200 Scheidsrechter: Panikos Kailis (CYP) |
| 10 februari Vriendschappelijk № 179 «onderlinge duels» 18:00 uur | Róbert Vittek 42' Marek Hamšík 69' |       | 9' Serhiy Valyayev 48' Jevhen Seleznjov 83' (pen.) Artem Milevsky | Tsirion Athletic Center, Limassol Toeschouwers: 200 Scheidsrechter: Panikos Kailis (CYP) |

|                                                                  |                                                            |       |                                     |                                                                                     |
| 11 februari Vriendschappelijk № 180 «onderlinge duels» 18:00 uur | Cyprus                                                     | 3 – 2 | Slowakije                           | Makario Stadion, Nicosia Toeschouwers: 300 Scheidsrechter: Vasilis Pamboridis (CYP) |
| 11 februari Vriendschappelijk № 180 «onderlinge duels» 18:00 uur | Hristos Marangos 32' Marios Nikolaou 74' Giannis Okkas 82' |       | 88' Róbert Jež 90+3' Erik Jendrišek | Makario Stadion, Nicosia Toeschouwers: 300 Scheidsrechter: Vasilis Pamboridis (CYP) |

|                                                               |                                                                       |       |           |                                                                                |
| 28 maart Vriendschappelijk № 181 «onderlinge duels» 17:15 uur | Engeland                                                              | 4 – 0 | Slowakije | Wembley Stadium, Londen Toeschouwers: 85.512 Scheidsrechter: Alain Hamer (LUX) |
| 28 maart Vriendschappelijk № 181 «onderlinge duels» 17:15 uur | Emile Heskey 7' Wayne Rooney 70' Frank Lampard 82' Wayne Rooney 90+2' |       |           | Wembley Stadium, Londen Toeschouwers: 85.512 Scheidsrechter: Alain Hamer (LUX) |

|                                                            |                          |       |                                         |                                                                             |
| 1 april WK-kwalificatie № 182 «onderlinge duels» 20:30 uur | Tsjechië                 | 1 – 2 | Slowakije                               | AXA Arena, Praag Toeschouwers: 14.956 Scheidsrechter: Alberto Undiano (ESP) |
| 1 april WK-kwalificatie № 182 «onderlinge duels» 20:30 uur | Martin Škrtel 30' (e.d.) |       | 22' Stanislav Šesták 83' Erik Jendrišek | AXA Arena, Praag Toeschouwers: 14.956 Scheidsrechter: Alberto Undiano (ESP) |

|                                                           | |       |            |                                                                                       |
| 6 juni WK-kwalificatie № 183 «onderlinge duels» 17:30 uur | Slowakije | 7 – 0 | San Marino | Tehelné pole, Bratislava Toeschouwers: 6.652 Scheidsrechter: Jérôme Efong Nzolo (BEL) |
| 6 juni WK-kwalificatie № 183 «onderlinge duels» 17:30 uur | Marek Čech 3' Peter Pekarík 12' Marek Čech 32' Miroslav Stoch 35' Ján Kozák 42' Martin Jakubko 63' Ľuboš Hanzel 68' |       |            | Tehelné pole, Bratislava Toeschouwers: 6.652 Scheidsrechter: Jérôme Efong Nzolo (BEL) |

|                                                                  |                         |       |                   |                                                                                           |
| 12 augustus Vriendschappelijk № 184 «onderlinge duels» 21:00 uur | IJsland                 | 1 – 1 | Slowakije         | Laugardalsvöllur, Reykjavík Toeschouwers: 5.099 Scheidsrechter: Lars Christoffersen (DEN) |
| 12 augustus Vriendschappelijk № 184 «onderlinge duels» 21:00 uur | Kristján Sigurðsson 59' |       | 35' Róbert Vittek | Laugardalsvöllur, Reykjavík Toeschouwers: 5.099 Scheidsrechter: Lars Christoffersen (DEN) |

|                                                                |                                              |       |                                  |                                                                                        |
| 5 september WK-kwalificatie № 185 «onderlinge duels» 20:30 uur | Slowakije                                    | 2 – 2 | Tsjechië                         | Tehelné pole, Bratislava Toeschouwers: 22.000 Scheidsrechter: Tom Henning Øvrebø (NOR) |
| 5 september WK-kwalificatie № 185 «onderlinge duels» 20:30 uur | Stanislav Šesták 63' Marek Hamšík 73' (pen.) |       | 68' Daniel Pudil 84' Milan Baroš | Tehelné pole, Bratislava Toeschouwers: 22.000 Scheidsrechter: Tom Henning Øvrebø (NOR) |

|                                                                |               |                                        |           |                                                                                |
| 9 september WK-kwalificatie № 186 «onderlinge duels» 19:45 uur | Noord-Ierland | 0 – 2                                  | Slowakije | Windsor Park, Belfast Toeschouwers: 13.019 Scheidsrechter: Björn Kuipers (NED) |
| 9 september WK-kwalificatie № 186 «onderlinge duels» 19:45 uur |               | 15' Stanislav Šesták 66' Filip Hološko |           | Windsor Park, Belfast Toeschouwers: 13.019 Scheidsrechter: Björn Kuipers (NED) |

|                                                               |           |                                    |          |                                                                                    |
| 10 oktober WK-kwalificatie № 187 «onderlinge duels» 20:30 uur | Slowakije | 0 – 2                              | Slovenië | Tehelné pole, Bratislava Toeschouwers: 23.800 Scheidsrechter: Wolfgang Stark (GER) |
| 10 oktober WK-kwalificatie № 187 «onderlinge duels» 20:30 uur |           | 56' Valter Birsa 90+3' Nejc Pečnik |          | Tehelné pole, Bratislava Toeschouwers: 23.800 Scheidsrechter: Wolfgang Stark (GER) |

|                                                               |       |                              |           |                                                                                  |
| 14 oktober WK-kwalificatie № 188 «onderlinge duels» 20:30 uur | Polen | 0 – 1                        | Slowakije | Stadion Śląski, Chorzów Toeschouwers: 4.500 Scheidsrechter: Jonas Eriksson (SWE) |
| 14 oktober WK-kwalificatie № 188 «onderlinge duels» 20:30 uur |       | 3' (e.d.) Seweryn Gancarczyk |           | Stadion Śląski, Chorzów Toeschouwers: 4.500 Scheidsrechter: Jonas Eriksson (SWE) |

|                                                                  |                         |       |                  |                                                                                  |
| 14 november Vriendschappelijk № 189 «onderlinge duels» 16:00 uur | Slowakije               | 1 – 0 | Verenigde Staten | Tehelné pole, Bratislava Toeschouwers: 7.200 Scheidsrechter: Stefan Meßner (AUT) |
| 14 november Vriendschappelijk № 189 «onderlinge duels» 16:00 uur | Marek Hamšík 26' (pen.) |       |                  | Tehelné pole, Bratislava Toeschouwers: 7.200 Scheidsrechter: Stefan Meßner (AUT) |

|                                                                  |                      |       |                                     |                                                                                  |
| 17 november Vriendschappelijk № 190 «onderlinge duels» 17:00 uur | Slowakije            | 1 – 2 | Chili                               | Štadión pod Dubňom, Žilina Toeschouwers: 11.072 Scheidsrechter: István Vad (HUN) |
| 17 november Vriendschappelijk № 190 «onderlinge duels» 17:00 uur | Stanislav Šesták 17' |       | 9' Gonzalo Jara 55' Esteban Paredes | Štadión pod Dubňom, Žilina Toeschouwers: 11.072 Scheidsrechter: István Vad (HUN) |

## FIFA-wereldranglijst
| JAN | FEB | MAR | APR | MEI | JUN | JUL | AUG | SEP | OKT | NOV | DEC |
| --- | --- | --- | --- | --- | --- | --- | --- | --- | --- | --- | --- |
| 44  | 42  | 53  | 47  | 47  | 42  | 43  | 42  | 45  | 33  | 34  | 33  |

## Statistieken
| Ján Mucha         | 1982-12-05 | Legia Warschau       | 9  | 0 | 0 | 13 | 0  |
| Štefan Senecký    | 1980-01-06 | Slavia Praag         | 2  | 0 | 0 | 12 | 0  |
| Ľuboš Kamenár     | 1987-06-17 | FC Nantes            | 1  | 0 | 0 | 2  | 0  |
| Dušan Perniš      | 1984-11-28 | Dundee United        | 0  | 1 | 0 | 2  | 0  |
| Verdediging       |            |                      |    |   |   |    |    |
| Peter Pekárik     | 1986-10-30 | VfL Wolfsburg        | 10 | 2 | 1 | 18 | 1  |
| Martin Škrtel     | 1984-12-15 | Liverpool FC         | 8  | 1 | 0 | 37 | 5  |
| Ján Ďurica        | 1981-11-10 | Hannover 96          | 8  | 0 | 0 | 36 | 1  |
| Radoslav Zabavník | 1980-09-16 | 1. FSV Mainz 05      | 7  | 1 | 0 | 41 | 1  |
| Marek Čech        | 1983-01-26 | West Bromwich Albion | 5  | 2 | 2 | 38 | 5  |
| Martin Petráš     | 1979-11-02 | AC Cesena            | 3  | 2 | 0 | 37 | 1  |
| Kornel Saláta     | 1985-01-24 | Slovan Bratislava    | 1  | 1 | 0 | 3  | 0  |
| Ľuboš Hanzel      | 1987-05-07 | Spartak Trnava       | 1  | 0 | 1 | 1  | 1  |
| Martin Dobrotka   | 1985-01-22 | Slovan Bratislava    | 1  | 0 | 0 | 1  | 0  |
| Csaba Horváth     | 1982-05-02 | ADO Den Haag         | 1  | 0 | 0 | 1  | 0  |
| Matej Krajčík     | 1978-03-19 | Slavia Praag         | 1  | 0 | 0 | 18 | 0  |
| Mário Pečalka     | 1980-12-28 | MŠK Žilina           | 1  | 0 | 0 | 1  | 0  |
| Peter Petráš      | 1979-05-07 | Levski Sofia         | 1  | 0 | 0 | 8  | 0  |
| Jozef Valachovič  | 1975-07-12 | Slovan Bratislava    | 1  | 0 | 0 | 33 | 1  |
| Balázs Borbély    | 1979-10-02 | AEL Limassol         | 0  | 1 | 0 | 15 | 0  |
| Middenveld        |            |                      |    |   |   |    |    |
| Marek Hamšík      | 1987-07-27 | SSC Napoli           | 10 | 1 | 3 | 29 | 8  |
| Zdeno Štrba       | 1976-06-09 | Skoda Xanthi         | 7  | 2 | 0 | 19 | 0  |
| Ján Kozák         | 1980-04-24 | FC Timișoara         | 6  | 1 | 1 | 22 | 2  |
| Miroslav Stoch    | 1989-10-19 | FC Twente            | 5  | 4 | 1 | 9  | 1  |
| Miroslav Karhan   | 1976-06-21 | 1. FSV Mainz 05      | 5  | 2 | 0 | 93 | 13 |
| Vladimír Weiss    | 1989-11-30 | Bolton Wanderers     | 5  | 1 | 0 | 6  | 0  |
| Juraj Kucka       | 1987-02-26 | Sparta Praag         | 2  | 2 | 0 | 5  | 0  |
| Kamil Kopúnek     | 1984-05-18 | Spartak Trnava       | 2  | 1 | 0 | 6  | 0  |
| Dušan Švento      | 1985-08-01 | Red Bull Salzburg    | 1  | 3 | 0 | 18 | 1  |
| Róbert Jež        | 1981-07-10 | MŠK Žilina           | 1  | 0 | 1 | 4  | 2  |
| Branislav Obžera  | 1981-08-29 | Slovan Bratislava    | 1  | 0 | 0 | 6  | 0  |
| Marek Sapara      | 1982-07-31 | MKE Ankaragücü       | 0  | 5 | 0 | 23 | 2  |
| Marek Mintál      | 1977-09-02 | 1. FC Nürnberg       | 0  | 1 | 0 | 45 | 14 |
| Aanval            |            |                      |    |   |   |    |    |
| Róbert Vittek     | 1982-04-01 | MKE Ankaragücü       | 8  | 3 | 2 | 68 | 18 |
| Stanislav Šesták  | 1982-12-16 | VfL Bochum           | 8  | 1 | 4 | 27 | 9  |
| Erik Jendrišek    | 1986-10-26 | 1. FC Kaiserslautern | 5  | 5 | 3 | 12 | 3  |
| Filip Hološko     | 1984-01-17 | Beşiktaş             | 2  | 3 | 1 | 36 | 5  |
| Martin Jakubko    | 1980-02-26 | FK Moskou            | 2  | 2 | 1 | 23 | 4  |
| Peter Štyvar      | 1980-08-13 | Spartak Trnava       | 1  | 1 | 0 | 2  | 0  |
| Ján Novák         | 1985-03-06 | MFK Košice           | 0  | 3 | 0 | 4  | 0  |